# Udo Cohrs
Udo Cohrs ist ein ehemaliger deutscher Kanute. Er war mehrfacher DDR-Meister.

## Leben
Cohrs startete für die im Magdeburger Stadtteil Fermersleben an der Elbe ansässigen Kanuabteilung der BSG Stahl Süd Magdeburg, der späteren BSG Motor Südost Magdeburg. Ein erster größerer sportlicher Erfolg stellte sich 1951 ein, als er im Jugendbereich bei den dritten Weltfestspielen im Einer-Canadier über 500 Meter gewann. 1954 beteiligte sich Cohrs im Kanuslalom an der Landesmeisterschaft. Er hatte neben anderen Vereinsmitgliedern an einem Lehrgang zum Kanuslalom in Jena-Lobeda teilgenommen. 1957 gehörte er zur Mannschaft der BSG, die im Zehner-Kanadier über 1000 Meter den DDR-Meistertitel holte. Über 1000 und 10.000 Meter gelang ihm hier auch der Sieg im Einer-Canadier.
Cohrs wurde zum SC Magdeburg delegiert. Bei den DDR-Meisterschaften 1960 siegte erneut im Einer-Canadier über 1000 und 10.000 Meter. Eine andere Quelle erwähnt für Udo Cohrs auch die DDR-Meistertitel im Einer-Canadier über 1000 Meter 1956 und 1959.